# Nedre Lill-Mjölkvattnet
Nedre Lill-Mjölkvattnet är en sjö i Krokoms kommun och Åre kommun i Jämtland och ingår i Indalsälvens huvudavrinningsområde. Sjön har en area på 0,499 kvadratkilometer och ligger 515,7 meter över havet. Sjön avvattnas av vattendraget Långan (Storån).

## Delavrinningsområde
Nedre Lill-Mjölkvattnet ingår i det delavrinningsområde (707827-137958) som SMHI kallar för Utloppet av Nedre Lill-Mjölkvattnet. Medelhöjden är 620 meter över havet och ytan är 5,54 kvadratkilometer. Räknas de 53 avrinningsområdena uppströms in blir den ackumulerade arean 317,05 kvadratkilometer. Långan (Storån) som avvattnar avrinningsområdet har biflödesordning 2, vilket innebär att vattnet flödar genom totalt 2 vattendrag innan det når havet efter 301 kilometer. Avrinningsområdet består mestadels av skog (54 procent) och kalfjäll (32 procent). Avrinningsområdet har 0,49 kvadratkilometer vattenytor vilket ger det en sjöprocent på 8,9 procent.